# Rosenfelder Brök nördlich Dahme
Rosenfelder Brök nördlich Dahme este o arie protejată (arie specială de conservare — SAC, sit de importanță comunitară — SCI) din Germania întinsă pe o suprafață de 53 ha, integral pe uscat.

## Localizare
Centrul sitului Rosenfelder Brök nördlich Dahme este situat la coordonatele 54°14′56″N 11°05′01″E / 54.2489°N 11.0836°E.

## Înființare
Situl Rosenfelder Brök nördlich Dahme a fost declarat sit de importanță comunitară în septembrie 2004 pentru a proteja un număr necunoscut de specii din flora spontană și fauna sălbatică aflate în arealul zonei. Situl a fost protejat și ca arie specială de conservare în ianuarie 2010.

## Biodiversitate
Situată în ecoregiunea continentală, aria protejată conține 8 habitate naturale: Vegetație anuală la limita mareei, Vegetație perenă pe țărmurile stâncoase, Faleze cu vegetație de pe coastele atlantice și baltice, Dune mobile de-a lungul țărmului cu Ammophila arenaria („dune albe”), Dune de coastă fixe cu vegetație erbacee („dune gri”), Depresiuni intradunale umede, Pajiști uscate seminaturale și facies de acoperire cu tufișuri pe substraturi calcaroase (Festuco-Brometalia) (* situri importante pentru orhidee), Mlaștini calcaroase cu Cladium mariscus și specii de Caricion davallianae.
La baza desemnării sitului se află un număr nedeclarat de specii protejate: